# Phacellophora camtschatica
Phacellophora camtschatica är en manetart som beskrevs av Brandt 1835. Phacellophora camtschatica ingår i släktet Phacellophora och familjen Ulmaridae. Inga underarter finns listade i Catalogue of Life.